# Renewable and Sustainable Energy Reviews
Renewable and Sustainable Energy Reviews ist eine monatlich erscheinende begutachtete wissenschaftliche Fachzeitschrift, die von Elsevier herausgegeben wird und seit 1997 erscheint. Chefredakteur ist L. Kazmerski vom National Renewable Energy Laboratory.
Die Zeitschrift publiziert vor allem systematische Übersichtsarbeiten zum Themenkomplex nachhaltige Energieversorgung und erneuerbare Energien. Dabei werden von der Zeitschrift die drei Themenkomplexe Energiequellen (u. a. Windenergie, Solarenergie, Wasserkraft, Bioenergie), Anwendung von Energietechnik (z. B. in Gebäuden, der Industrie der im Transportwesen) sowie die Energiepolitik mitsamt den ökonomischen und ökologischen Aspekten abgedeckt.
Der Impact Factor lag im Jahr 2020 bei 14,982, der fünfjährige Impact Factor bei 14,916. Damit lag das Journal beim Impact Factor auf Rang 7 von 114 der in der Kategorie „Energie und Treibstoffe“ gelisteten Zeitschriften sowie auf Rang 1 von 44 Zeitschriften in der Kategorie „grüne und nachhaltige Wissenschaft und Technologie“.